# Stara Synagoga Praska w Warszawie
Stara Synagoga Praska w Warszawie – pierwsza synagoga w warszawskiej Pradze, założona około 1819 roku w drewnianym domu Berka Szmula. Synagoga pełniła swoje funkcje do czasu wybudowania nowej okazałej synagogi.